# Immer Ärger um Dojo
Immer Ärger um Dojo (Originaltitel Monkey Trouble) ist eine US-amerikanisch-japanisch-italienische Filmkomödie des italienischen Regisseurs Franco Amurri aus dem Jahr 1994. Amurri trug auch zum Drehbuch bei. Die neunjährige Eva, verkörpert von Thora Birch, muss vor ihren Eltern, gespielt von Mimi Rogers und Christopher McDonald, geheim halten, dass ein Kapuzineräffchen Unterschlupf bei ihr gesucht hat. Zudem muss die Kleine sich gegen dessen Besitzer Azro (Harvey Keitel) zur Wehr setzen.

## Handlung
Der Kapuzineraffe Dojo wurde von dem Zigeuner Azro zum Stehlen abgerichtet. Azro arbeitet in der Gegend um Venice Beach als Straßenkünstler. Er hat den Affen darauf trainiert, Uhren und Schmuck aus Taschen zu stehlen. Geplant ist, dass das Tier in einigen Tagen im Auftrag eines Gangsterbosses in die Villa reicher Leute einsteigen und diese bestehlen soll. Bevor es noch dazu kommen kann, läuft Dojo weg, da Azro ihn nicht gerade liebevoll behandelt. Azro zieht sich dem Gangster gegenüber aus der Affäre, indem er behauptet, das Tier sei krank. Dann macht er sich auf die Suche nach Dojo.
Dojo hat inzwischen Unterschlupf bei der neunjährigen Eva gefunden, die sich immer ein Tier als Spielgefährten gewünscht hat. Das Mädchen hat Schwierigkeiten sowohl in der Schule als auch zu Hause. Dort lebt sie zusammen mit ihrer Mutter Amy, ihrem Stiefvater Tom und ihrem kleinen Bruder, über dessen Geburt sie wenig erfreut war, da sie lieber einen Hund gehabt hätte und der Neuankömmling die Aufmerksamkeit nur allzu oft auf sich zieht. Allerdings reagiert ihr Stiefvater allergisch auf Tierhaare. Hinzu kommt, dass Evas Mutter, ihrer Tochter nicht zutraut, sich verantwortlich um ein Tier kümmern zu können.
Als Eva mit Dojo, den sie aufgrund seiner Vorliebe für Baseballmützen „Dodger“ getauft hat, im Supermarkt unterwegs ist, bemerkt sie, dass der Affe stiehlt. Sie arbeitet in der Folgezeit liebevoll mit dem Tier und schafft es, ihm das Stehlen allmählich abzugewöhnen, nachdem es im Supermarkt immer wieder zu einigen brenzligen Situationen gekommen war. Eva hat es aber auch gut verstanden, die Anwesenheit des Tieres vor ihren Eltern geheim zu halten und die Verantwortung für Dodger ganz allein zu tragen. Zwischen beiden hat sich inzwischen ein Vertrauensverhältnis entwickelt, das Evas Entwicklung positiv beeinflusst. Zudem haben Mädchen und Affe sehr viel Spaß miteinander.
Als Azro seinen Affen eines Tages bei Eva entdeckt, kann das Mädchen sozusagen im letzten Moment verhindern, dass er das Tier mit sich nimmt. Geistesgegenwärtig steigt sie mit dem Affen in ein Taxi und entkommt. Nun ist ihr Azro aber auf der Spur und Eva kann beim zweiten Mal nicht verhindern, dass Azro den Affen mit sich nimmt. Für den Zigeuner ist es jedoch eine bittere Erfahrung, als er im Beisein seines Klienten, des Gangsterbosses, feststellen muss, dass Dojo gar nicht mehr daran denkt, zu stehlen. Schnell sind die Mafiosi von der neuen Situation genervt.
Inzwischen ist Eva in Erklärungsnot geraten, da ihre Mutter zuhause zahlreiche von Dojo gestohlene Gegenstände gefunden hat. Da sie bei Eva nie einen Affen gesehen hat, wirft sie ihrer Tochter vor, selbst gestohlen zu haben und sich nun zu ihrer Verteidigung die Geschichte mit dem Affen ausgedacht zu haben. Alles klärt sich jedoch auf, Azro wandert ins Gefängnis und das Äffchen findet nun eine endgültig neue Heimat bei Eva, nachdem ihr Stiefvater seine Allergie überwunden hat.

## Produktion

### Produktionsnotizen
Es handelt sich um eine Produktion von New Line Cinema, Ridley Scott/Percy Main Production, Effe Films und Victor Company of Japan, Ltd. Die Dreharbeiten fanden in Los Angeles, in Santa Monica und in Venice (Kalifornien) statt.

### Hintergrund
Den Namen Eva für Thora Birch in ihrer Rolle wählte Franco Amurri nach dem Namen seiner Tochter, die er zusammen mit Susan Sarandon hat. Amurri widmete den Film seiner Tochter Eva.

### Soundtrack
- Sold for Me, Vortrag: The Aintree Boys
geschrieben von Dylan MacAlinion und Granville Ames
- Posie, Vortrag: The Aintree Boys
geschrieben von JD Tru und Ross Hogarth
- Who gets Da Loot, Vortrag: Quo,
geschrieben von JD Tru und Ross Hogarth
- VB Rap, Vortrag: Gee Boyz
geschrieben von Tim Tedemer und Howard Drossin
- Girls, Vortrag: Gee Boyz
geschrieben von Darlene Gallegos
- Monkey Shines, Geschrieben und Vortrag: Robert J. Walsh

## Rezeption

### Veröffentlichung, Erfolg
Der Film hatte am 18. März 1994 Premiere in den USA. Im Jahr 1994 lief er auch in folgenden Ländern erstmals: Brasilien, Australien, Südkorea, Argentinien, Japan, Schweden, Vereinigtes Königreich und Irland. 1995 wurde er veröffentlicht in: Deutschland, Dänemark, der Tschechischen Republik, Frankreich, Spanien und Italien, dort unter dem Titel Il mio amico zampalesta. Veröffentlicht wurde er zudem in Bulgarien, Kanada, Griechenland, Kroatien, Ungarn, Mexiko, Polen, Portugal, Rumänien, Russland, Slowakei und in der Ukraine. Der internationale Titel lautet: Monkey Trouble.
Der Film spielte in den Kinos der USA ca. 16,3 Millionen US-Dollar ein.

### Kritik
Roger Ebert schrieb in der Chicago Sun-Times, dass der Affe mit dem Namen Finster den anderen Darstellern „die Show mit einer fesselnden Performance stehle“, die über das Training hinausgehe und in die Handlung selbst münde. Der Film sei ähnlich unterhaltsam wie Free Willy – Ruf der Freiheit; vielleicht sogar besser, denn Affen seien viel „charismatischer“ als Wale. Der Kritiker zog das Fazit: „Dies ist ein großartiger Familienfilm.“ Einschränkend stellte er jedoch die Frage, warum der Charakter von Azro als ein mit „negativen Stereotypen“ behafteter Zigeuner dargestellt werde.
Rita Kempley schrieb in der Washington Post, der Film sei „mittelmäßig“ („middling“). Eva wirke „lebensecht“ („true-to-life“), Azro wirke „grotesk“.
Brandon L. Summers meinte, Monkey Trouble sei in vielerlei Hinsicht charmant. Die Figur der Eva sei perfekt beschrieben und werde auch so von Birch gespielt. Keitel sei zwar eine seltsame Wahl für einen Zigeunerschurken in einem Familienfilm, aber er ziehe das mühelos durch, wie man es von ihm nicht anders erwarten würde. Der Film sei besonders gelungen, wenn es um die Szenen mit Eva und Dodger gehe. Insgesamt sei dies ein lobenswert bescheidener Familienfilm.
Linda Snöberg lobte den Film auf der Seite Fanatisk Film mit den Worten: Dies ist ein intelligenter, gut produzierter Familienfilm, der für jeden etwas bietet. Eine wundervolle Geschichte, die jeder genießen kann, spielt keine Rolle, wie alt du bist. Gib ihm nur eine Chance. Zur Leistung von Thora Birch schrieb sie, das Mädchen habe ein herzzerreißendes Talent, zu Harvey Keitel, er sei unterhaltsam und  zu Mimi Rogers, sie mache einen tollen Job als Evas Mutter. Der Affe spiele die Rolle, die Thoras Leistung perfekt ergänze.
Die Deutsche Film- und Medienbewertung FBW in Wiesbaden verlieh dem Film das Prädikat wertvoll.